# Camoscio d'oro
Il Camoscio d'Oro è un formaggio a pasta molle. 

## Descrizione
È un formaggio a pasta molle che viene commercializzato dalla filiale italiana dell'azienda Savencia Fromage & Dairy Italia S.p.A., filiale italiana del gruppo internazionale Savencia Saveurs & Spécialités con sede in Francia. La crosta del formaggio è edibile.